# Liste der Ehefrauen der römisch-deutschen Herrscher
Diese Liste der Ehefrauen der römisch-deutschen Herrscher enthält die Ehefrauen jener Herrscher des Ostfränkischen Reiches seit dem Vertrag von Verdun sowie des Heiligen Römischen Reiches, die in der historischen Forschung als die tatsächlichen Könige und Kaiser des Reiches angesehen werden. Als solche werden sie als Königinnen oder Kaiserinnen bezeichnet und wurden oft als solche gekrönt.

## Karolinger

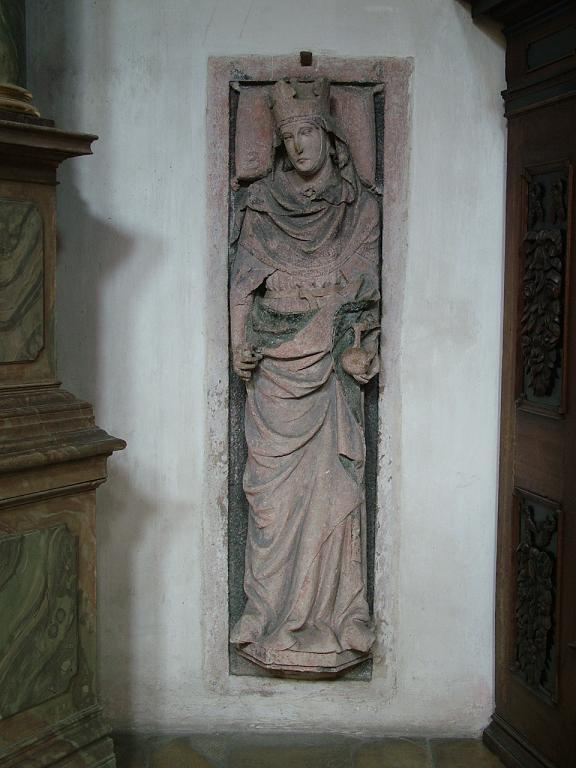
Grabmal der Hemma

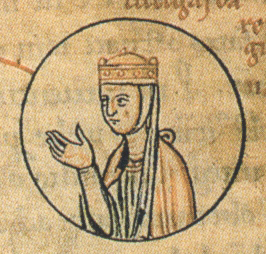
Liutgard von Sachsen in der Verwandtschaftstafel der Ottonen (12. Jahrhundert)

- Ludwig II. der Deutsche, König (843–876)

1. Hemma, 827

- Karlmann, König im Teilreich Bayern (865/76–880)

1. Liutswind (Friedelehe), um 850
2. Name unbekannt: Tochter des Markgrafen Ernst im Nordgau, vor 861

- Ludwig III. der Jüngere, König im Teilreich Franken-Sachsen (865/76–882), im Teilreich Bayern (880–82)

1. Name unbekannt (Friedelehe), um 855/60
2. Liutgard von Sachsen, 876/77

- Karl III. der Dicke, König im Teilreich Alemannien (865/76–882), König (882–887), Kaiser (881–888)

1. Richardis, 862
2. Konkubine (Name unbekannt)

- Arnulf von Kärnten, König ab 887, Kaiser (896–899)

1. Konkubine, um 870 (Mutter des Zwentibold)
2. Konkubinat mit Ellinrat († 24. Mai nach 914), 870/75
3. Konkubinat eventuell mit einem Familienmitglied der Wilhelminer, um 888
4. Oda, um 888

- Ludwig das Kind, König (900–911), unverheiratet

## Konradiner
- Konrad I., König (911–918)

1. Kunigunde, 913

## Liudolfinger bzw. Ottonen

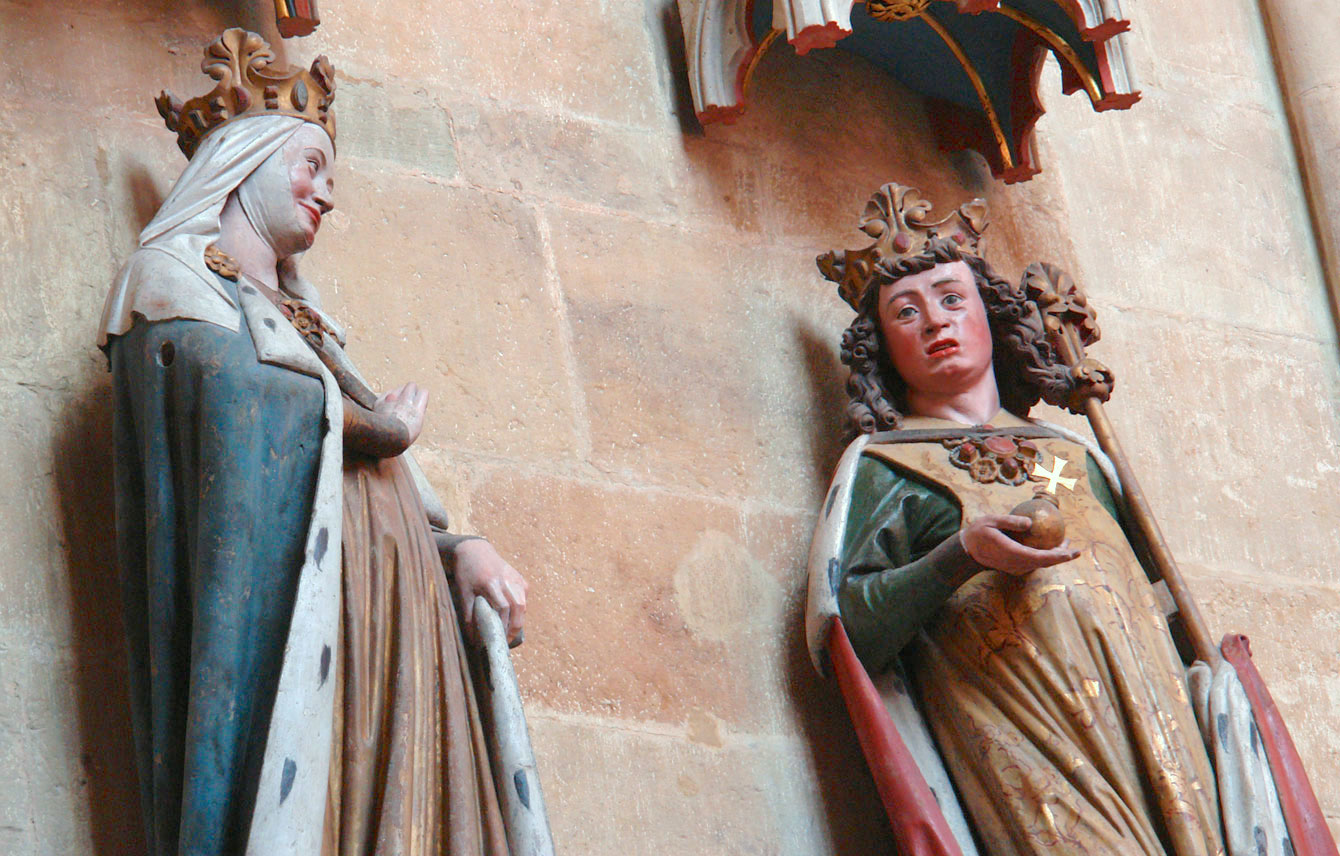
Kaiserin Adelheid neben ihrem Gemahl König Otto I. im Meißner Dom

- Heinrich I. der Vogler, König (919–936)

1. Hatheburg von Merseburg, um 906
2. Mathilde die Heilige, 909

- Otto I. der Große, König ab 936, Kaiser (962–973)

1. Edgitha, 929
2. Adelheid, 951, vormundschaftliche Kaiserin (985–994)

- Otto II., König ab 961, Kaiser (973–983)

1. Theophanu, 972, vormundschaftliche Kaiserin (985–991)

- Otto III., König ab 983, Kaiser (996–1002)
- Heinrich II. der Heilige, König ab 1002, Kaiser (1014–1024)

1. Kunigunde, 1000

## Salier

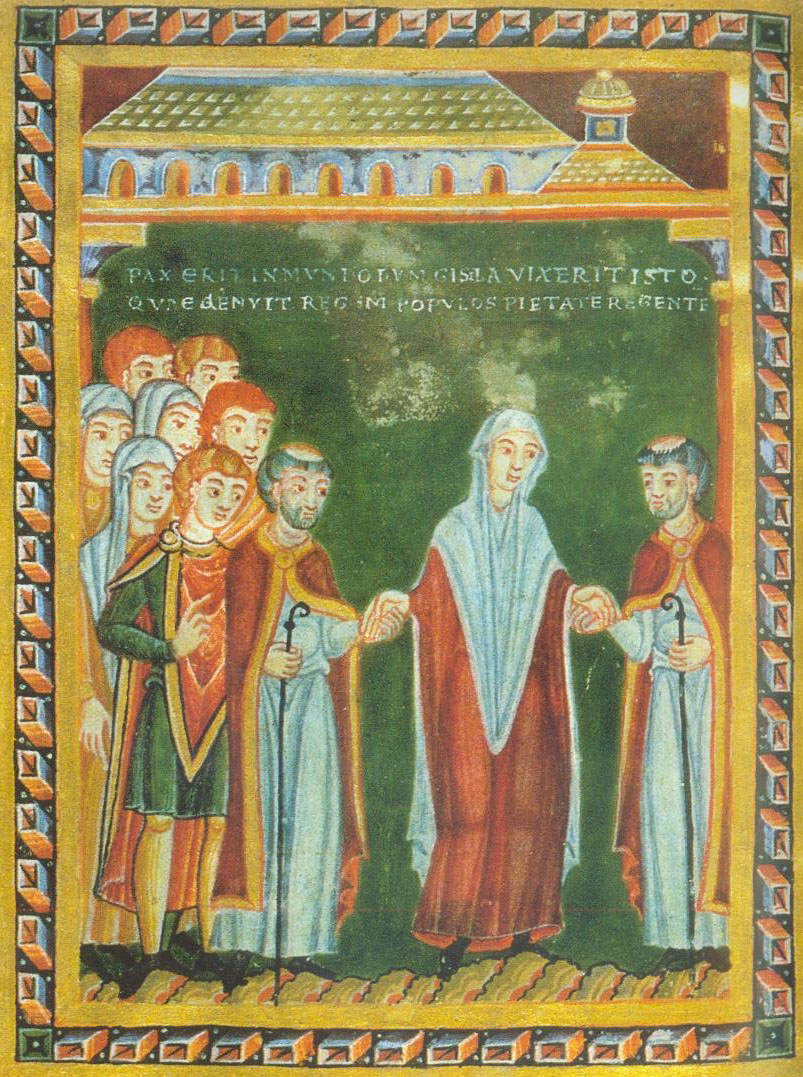
Kaiserin Gisela beim Eintritt in die Kirche. Echternacher Perikopenbuch, 1039–1043. Bremen, Universitätsbibliothek b. 21, fol. 3^{r}

- Konrad II., König ab 1024, Kaiser (1027–1039)

1. Gisela von Schwaben, 1016

- Heinrich III., Mitkönig ab 1028, König ab 1039, Kaiser (1046–1056)

1. Gunhild von Dänemark, 1036
2. Agnes von Poitou, 1043

- Heinrich IV., König ab 1056, Kaiser (1083–1106)

1. Bertha von Turin, 1066
2. Adelheid von Kiew, 1089

- Heinrich V., Mitkönig ab 1099, König ab 1106, Kaiser (1111–1125)

1. Matilda von England, 1114

## Supplinburger
- Lothar III., König ab 1125, Kaiser (1133–1137)

1. Richenza von Northeim, um 1100

## Staufer
- Konrad III., König (1138–1152)

1. Gertrud von Comburg, 1114/1115
2. Gertrud von Sulzbach, um 1131/32

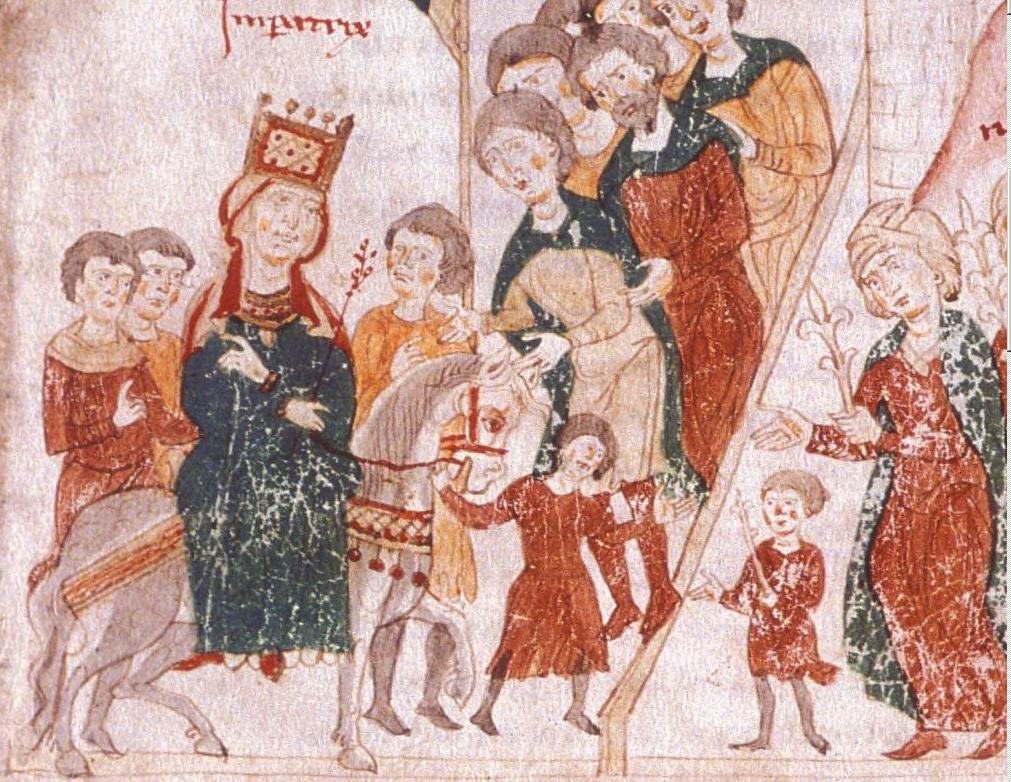
Kaiserin Konstanze

- Friedrich I. Barbarossa, König ab 1152, Kaiser (1155–1190)

1. Adelheid von Vohburg, 1147 oder 1149. 1153 wurde die Ehe annulliert
2. Beatrix von Burgund, 1156

- Heinrich VI., König ab 1190, Kaiser (1191–1197)

1. Konstanze von Sizilien, 1186

- Philipp von Schwaben, König (1198–1208)

1. Irene, 1195

## Welfen
- Otto IV. von Braunschweig, König ab 1198, Kaiser (1209–1218)

1. Beatrix von Schwaben, 1212
2. Maria von Brabant, 1214

## Staufer

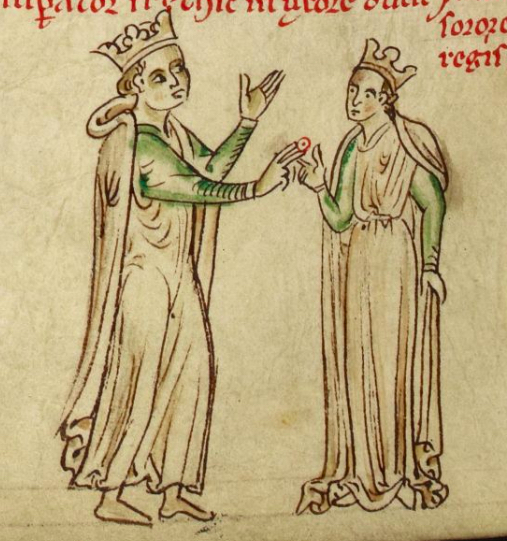
Heirat Kaiser Friedrich II. mit Isabella von England

- Friedrich II., König ab 1212, Kaiser (1220–1250)

1. Konstanze von Aragón, 1209
2. Isabella von Jerusalem, 1225
3. Isabella von England, 1235
4. Bianca Lancia, 1250

- Heinrich (VII.), Mitkönig (1220–1234)

1. Margarete von Österreich, 1225

- Konrad IV., König (1250–1254)

1. Elisabeth von Bayern, 1246

## Interregnum
- Wilhelm von Holland, König (1254–1256)

1. Elisabeth von Braunschweig, 1252

- Richard von Cornwall, König (1257–1272)

1. Isabella von Pembroke, 1231
2. Sancha von Provence, 1243
3. Beatrix von Falkenburg, 1269

## HabsburgerundNassau

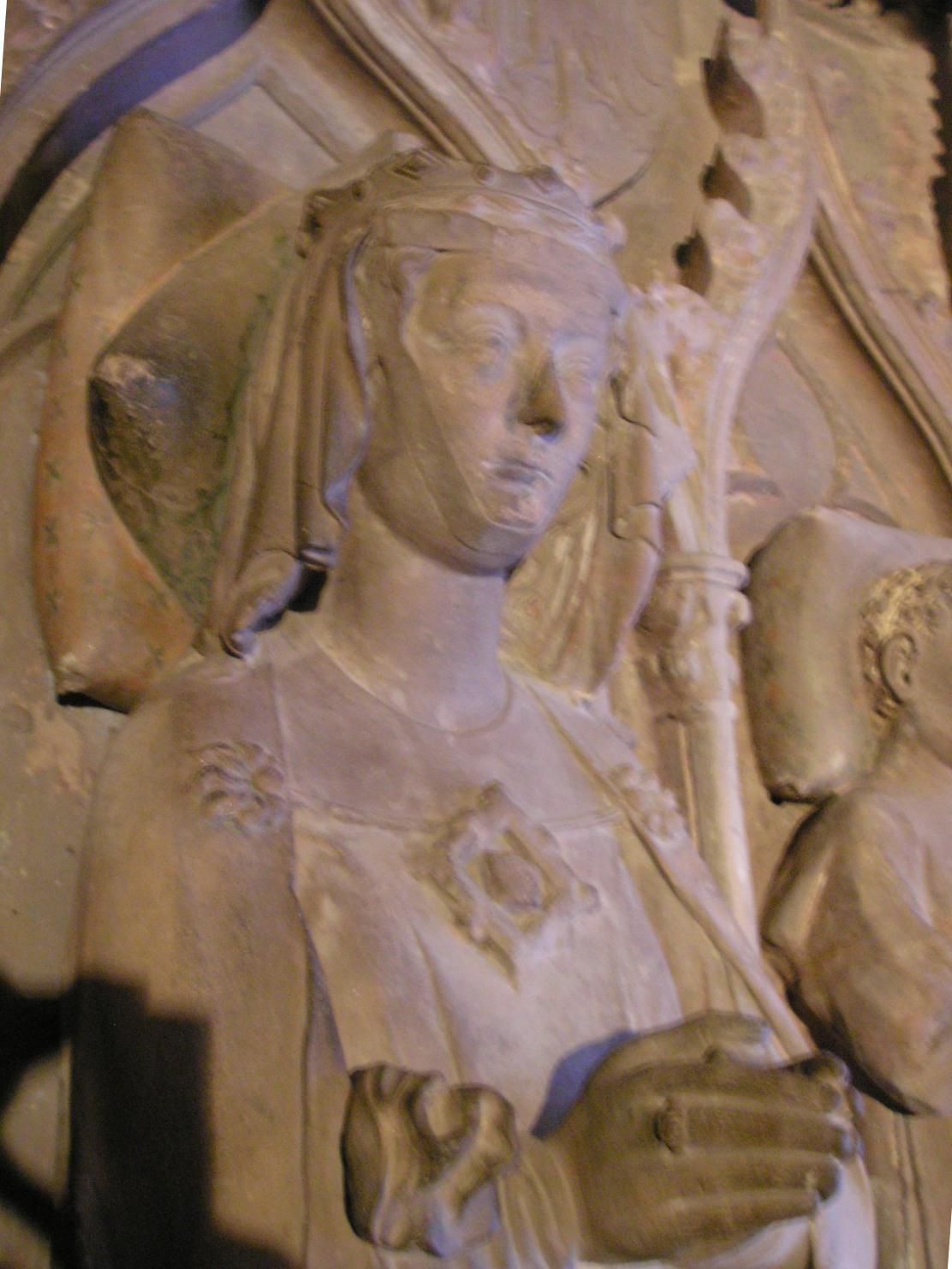
Skulptur Gertrud von Habsburg im Basler Münster

- Rudolf I. von Habsburg, König (1273–1291)

1. Gertrud von Hohenberg, 1253
2. Isabella von Burgund, 1284

- Adolf von Nassau, König (1292–1298)

1. Imagina von Isenburg-Limburg, 1271

- Albrecht I. von Habsburg, König (1298–1308)

1. Elisabeth von Görz-Tirol, 1276

## LuxemburgerundWittelsbacher

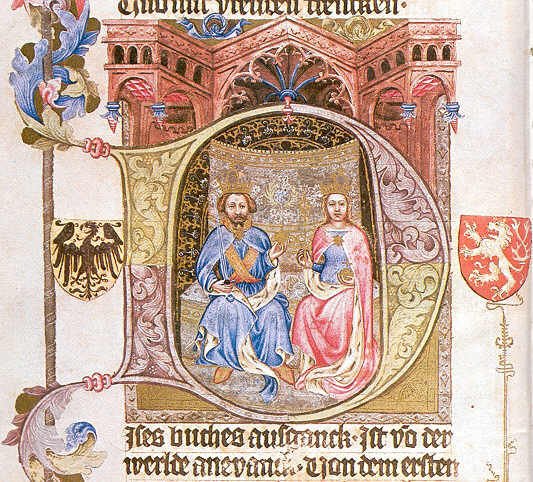
Wenzel IV. und Sophie von Bayern. Miniatur aus der Wenzelsbibel, 14. Jahrhundert

- Heinrich VII. von Luxemburg, König ab 1308, Kaiser (1312–1313)

1. Margarete von Brabant, 1292

- Ludwig IV. der Bayer, König ab 1314, Kaiser (1328–1347), Wittelsbacher

1. Beatrix von Schlesien-Schweidnitz, 1308
2. Margarethe von Holland, 1324

- Karl IV. von Luxemburg, König ab 1346 (erneute Wahl 1347), Kaiser (1355–1378)

1. Blanca Margarete von Valois, 1323
2. Anna von der Pfalz, 1349
3. Anna von Schweidnitz, 1353
4. Elisabeth von Pommern, 1363

- Wenzel von Luxemburg, König (1378–1400)

1. Johanna von Bayern, 1370
2. Sophie von Bayern, 1389

- Ruprecht von der Pfalz, König (1401–1410), Wittelsbacher

1. Elisabeth von Hohenzollern-Nürnberg, 1374

- Jobst von Mähren, König (1410–1411), Luxemburger

1. Elisabeth von Oppeln, 1372

- Sigismund von Luxemburg, König ab 1410, Kaiser (1433–1437)

1. Maria von Ungarn, 1385
2. Barbara von Cilli, 1405

## Habsburger
- Albrecht II., König (1438–1439)

1. Elisabeth von Böhmen, 1422

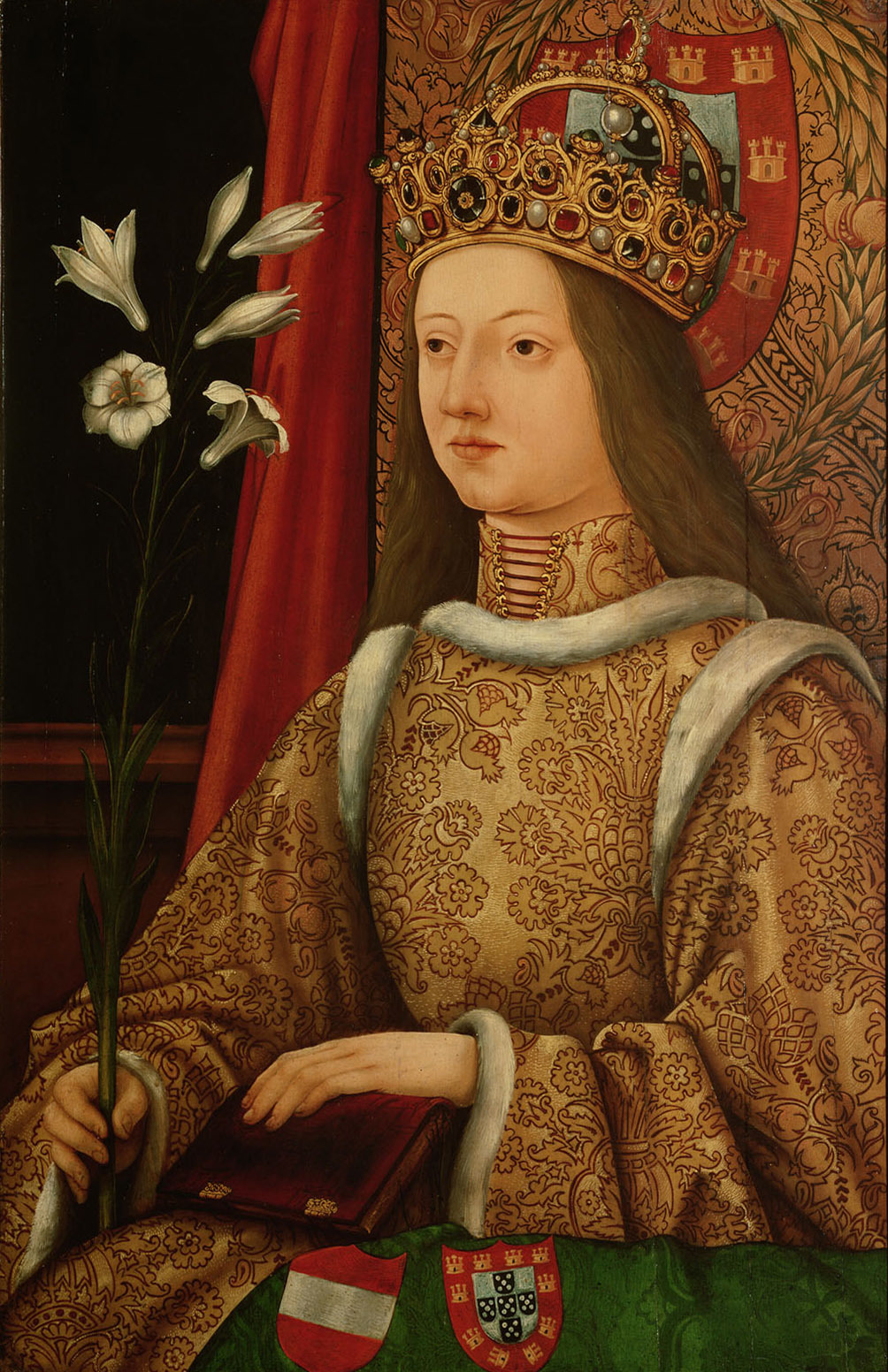
Eleonore von Portugal

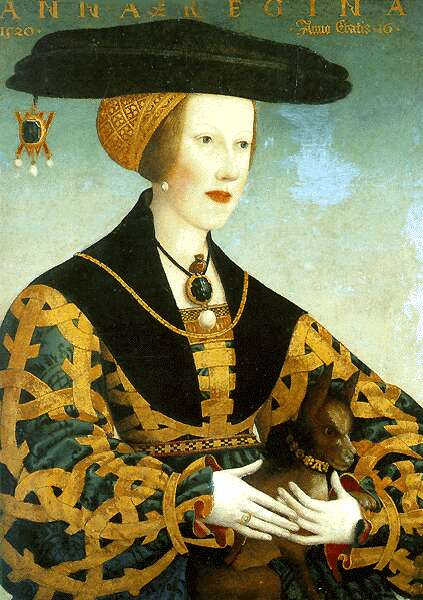
Königin Anna Jagiello

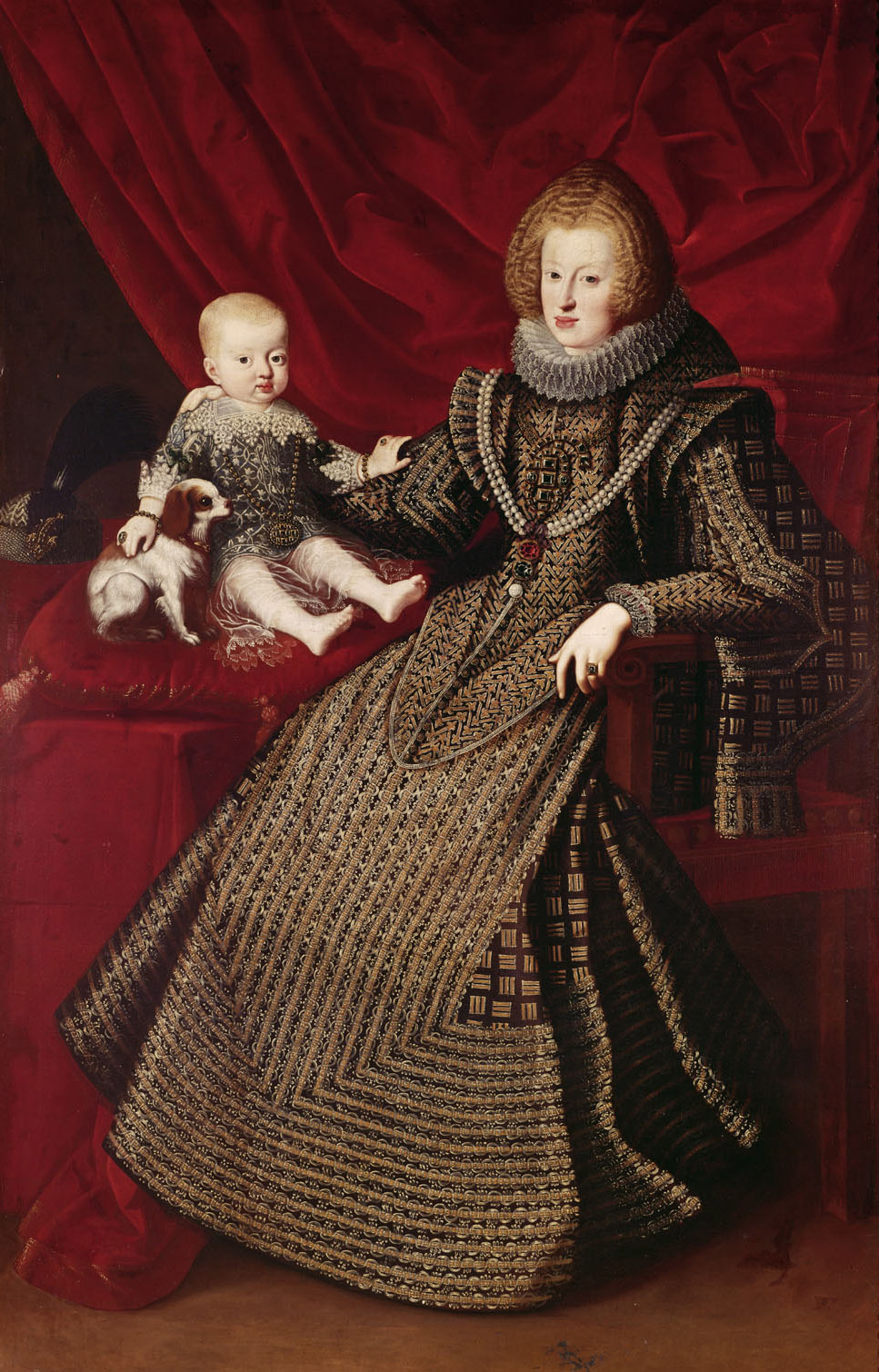
Maria Anna von Spanien mit dem kleinen Ferdinand

- Friedrich III., König ab 1440, Kaiser (1452–1493)

1. Eleonore Helena von Portugal, 1452

- Maximilian I., König ab 1486, Kaiser (1508–1519)

1. Maria von Burgund, 1477
2. Bianca Maria Sforza, 1494

- Karl V., König ab 1519, Kaiser (1530–1556)

1. Isabella von Portugal, 1526

- Ferdinand I., König ab 1531, Kaiser (1558–1564)

1. Anna von Böhmen und Ungarn, 1521

- Maximilian II., Kaiser (1564–1576)

1. Maria von Spanien, 1548

- Rudolf II., Kaiser (1576–1612)
- Matthias, Kaiser (1612–1619)

1. Anna von Tirol, 1611

- Ferdinand II., Kaiser (1619–1637)

1. Maria Anna von Bayern, 1600
2. Eleonora Gonzaga, 1622

- Ferdinand III., Kaiser (1637–1657)

1. Maria Anna von Spanien, 1631
2. Maria Leopoldine von Tirol, 1648
3. Eleonora Magdalena Gonzaga von Mantua-Nevers, 1651

- Leopold I., Kaiser (1658–1705)

1. Margarita Teresa, 1666
2. Claudia Felizitas von Tirol, 1673
3. Eleonore von Pfalz-Neuburg, 1676

- Joseph I., Kaiser (1705–1711)

1. Amalia Wilhelmine von Braunschweig-Lüneburg, 1699

- Karl VI., Kaiser (1711–1740)

1. Elisabeth Christine von Braunschweig-Wolfenbüttel, 1708

## Wittelsbacher
- Karl VII. Albrecht, Kaiser (1742–1745)

1. Maria Amalie von Österreich, 1722

## Habsburg-Lothringer

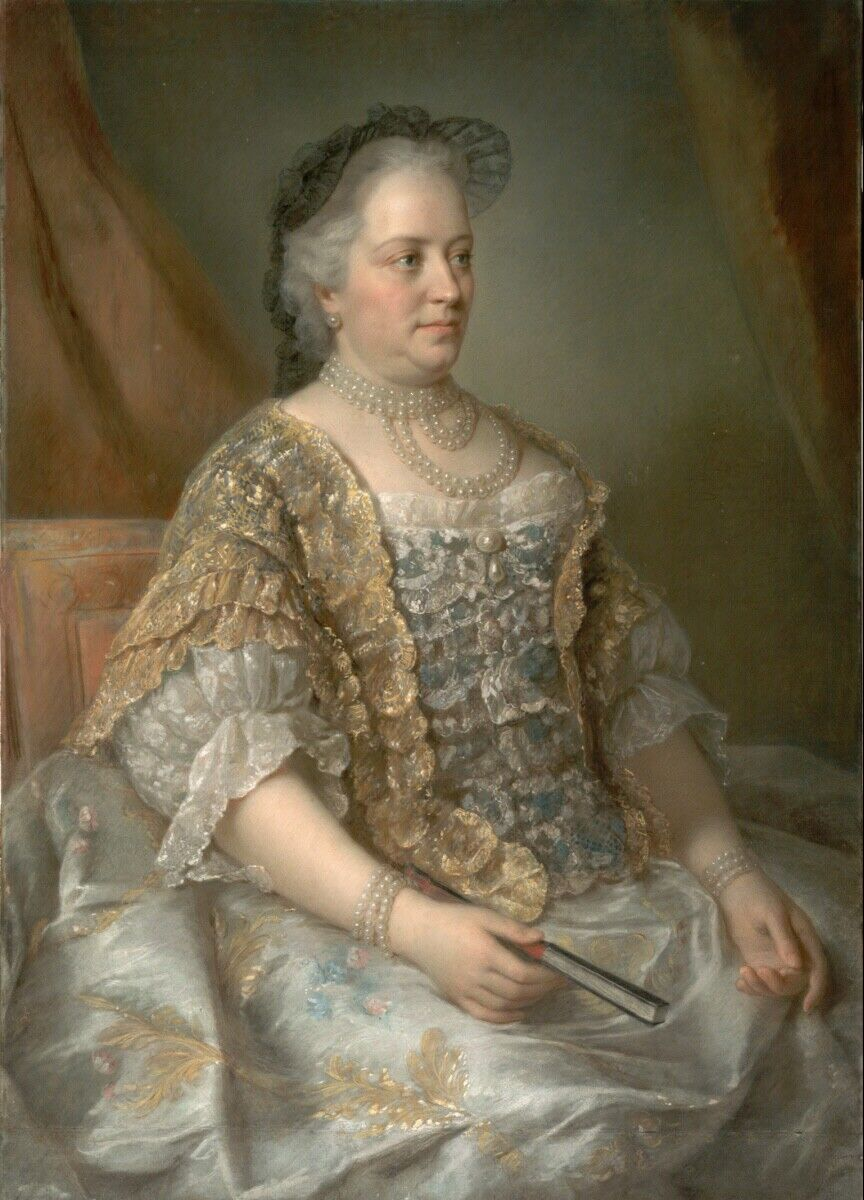
Kaiserin Maria Theresia, 1762

- Franz I. Stephan, Kaiser (1745–1765)

1. Maria Theresia, 1736

- Joseph II., Kaiser (1765–1790)

1. Isabella von Bourbon-Parma, 1760
2. Maria Josepha von Bayern, 1765

- Leopold II., Kaiser (1790–1792)

1. Maria Ludovica von Spanien, 1765

- Franz II., Kaiser (1792–1806)

1. Elisabeth Wilhelmina von Württemberg, 1788
2. Maria Theresa von Neapel-Sizilien, 1790 (letzte römisch-deutsche Kaiserin)
3. Maria Ludovika Beatrix von Modena, 1808
4. Karoline Auguste von Bayern, 1816